# Franciszek Wasik
Franciszek Wasik (ur. 1937) – polski działacz polityczny, wojewoda suwalski (1990–1991). 

## Życiorys
Ukończył I Liceum Ogólnokształcące w Suwałkach. W 1990 został mianowany przez premiera Mazowieckiego pierwszym niekomunistycznym wojewodą suwalskim. W czerwcu 1991 podał się do dymisji i został odwołany na żądanie NSZZ „Solidarność” w związku ze strajkiem okupacyjnym przeciwko likwidacji Przedsiębiorstwa Produkcji Elementów Budownictwa Mieszkaniowego „Fadom”. Po odejściu z funkcji kierował departamentem infrastruktury technicznej w ministerstwie rolnictwa i gospodarki żywnościowej, następnie departamentem nieruchomości rolnych. W wyborach parlamentarnych w 1991 ubiegał się o mandat senatorski w regionie, uzyskując trzecie i pierwsze niemandatowe miejsce. Bez powodzenia kandydował również w wyborach do Senatu III kadencji w 1993. Związany był z Unią Demokratyczną. 22 maja 2016 powołano go w skład rady politycznej Partii Demokratycznej – demokraci.pl, która 12 listopada tego samego roku przekształciła się w Unię Europejskich Demokratów.
Otrzymał Krzyż Kawalerski Orderu Odrodzenia Polski (2013) i Krzyż Wolności i Solidarności (2016).